# 加藤守雄
加藤 守雄（かとう もりお、1913年11月2日 - 1989年12月26日）は、日本の国文学者。旧姓は土井（どい）。号は杜壮。通称「馬さん」「もり」。

## 年譜
- 1913年11月2日　-　愛知県名古屋市に父･土井国丸､母･ぎんの3男として生まれる
- 1917年2月26日　-　加藤万治郎（母方の伯父）､さと（父方の叔母）夫妻の養子となる
- 1931年4月　-　慶應義塾大学経済学部予科に入学　同級に井筒俊彦および池田弥三郎がいた
- 1934年4月　-　池田と共に文学部国文科に進み､折口信夫に師事
- 1937年3月　-　慶應義塾大学文学部国文学科卒業　4月　-　同大学院に入る（～1941年）
- 1941年9月　-　慶應義塾商工学校教員として勤務（～1944年3月）
- 1943年9月　-　大井出石町の折口信夫宅に週二日ほど泊まって身のまわりの世話をする
- 1944年4月　-　國學院大學文学部講師（～6月）　折口信夫宅に同居　6月　-　郷里名古屋へ出奔
- 1945年7月　-　空襲で岡崎の実家が全焼
- 1947年　-　玩具卸商藤高商店を設立
- 1953年7月　-　角川書店に入社　雑誌『短歌』の編集長
- 1954年2月　-　折口博士記念会『折口信夫全集』編纂委員　4月　-　立教高等学校講師（～1955年3月）
- 1956年4月　-　立教高等学校講師（～1979年3月）
- 1959年4月　-　文化学院講師（～1988年3月）
- 1960年8月　-　論文『折口信夫の方法』を発表
- 1962年6月　-　文部省芸術祭テレビ部門審査委員を委嘱される
- 1963年4月　-　慶應義塾大学新聞研究所講師
- 1966年6月　-　國學院大學折口博士記念古代研究所客員
- 1976年4月　-　慶應義塾大学大学院講師（～1981年3月）
- 1989年11月　-　論文『異郷の生』を発表　12月26日　-　肺癌のため死去　名古屋市八事の加藤家墓所に納骨

## 人物
同性愛者である折口から「森蘭丸は織田信長に愛されたということで、歴史に名が残った。君だって、折口信夫に愛された男として、名前が残ればいいではないか」と迫られ、同衾を要求されたため名古屋の実家に帰郷。

## 著書
- 『わが師折口信夫』 文藝春秋 1967／朝日文庫 1991（解説岡野弘彦）
- 『折口信夫伝－釈迢空の形成』 角川書店 1979

### 共編著
- 『折口信夫回想』 池田弥三郎・岡野弘彦共編、中央公論社 1968
- 『迢空・折口信夫研究』 池田弥三郎対談、角川書店 1973

## 関連人物
- 池田弥三郎
- 井筒俊彦
- 折口信夫
- 折口春洋